# Sân bay Adjumani
Sân bay Adjumani (ICAO: HUAJ) là một sân bay ở Adjumani, Uganda.